# 洛杉磯銀河

洛杉矶银河由1996年至2007年使用的會徽

洛杉矶银河（英語：LA Galaxy）是一間位於美國西海岸洛杉矶的足球俱樂部，現時是美国职业足球大联盟參賽球隊之一。
银河队是职业足球大联盟中十支创始球队中的一支，1996年起参加联赛。俱乐部在1996年-2002年间的主体育场是玫瑰碗球场，之后在2003年移往他们自己拥有的专业足球场，位于加州卡森市的家得宝中心球场。从2005赛开始，家得宝中心球场也是同城德比球队美国芝华士的主场。银河队是联盟历史上吸引观众数最多的球队同时也是第一支在赛季中实现盈利的大联盟球队。银河队有两大主要的球迷会：银河人（Galaxians）和洛杉矶狂欢阵容（Los Angeles Riot Squad）。他们的吉祥物是一支看似青蛙名叫"Cozmo"的地外生命。
2007年1月11日，球队宣布和自由转会而来的英格兰球星貝克漢签订了五年合约，貝克漢将于2007年7月1日正式加盟球队。据报道薪水估计在5千万美元，但是结合合同附加条款和俱乐部的奖金，貝克漢可能在合同期满时挣到高达2亿5千万美元。
贝克汉姆在出席天空体育的访谈时谈到他最初动力是想前往美国拓展足球运动，他引证了1970年代前往美国发展的先行者，球坛巨星比利、佐治·貝斯、克魯伊夫和貝肯鮑爾。

## 名稱來源
銀河一詞代表洛杉磯為不少好萊塢影星的家。

## 历史
洛杉矶银河在1996年、1999年、2001年、2002年和2005年，5次进入美国职业足球大联盟杯得决赛，并且在2002年和2005年两次夺得该项赛事的冠军。在2000年球队赢得了中北美和加勒比地区冠军杯得桂冠。在2001年的美国公开杯上，2005年球队在夺得联赛冠军的同时再次夺得公开杯冠军，取得了一次的双冠王称号。而且2005年球队以西部第四的糟糕战绩身份进入季候赛，夺取了联赛冠军。
2005年，當路雲宣布重返美国职业足球大联盟并且加盟了银河队。在银河队的第一个赛季，多诺万在联赛中射入12粒球和10个助攻并且在季候赛中也有4个进球和1次助攻的表现，带领球队夺得了2005年的美国职业足球大联盟联赛和杯赛的冠军。
2006赛季是银河队队史中相对比较差的一个赛季，常规赛11胜15负6平只取得了西部第五，从而建队以来首次无缘季候赛。也就是在这个赛季中的3月16日，球队主教练道格·汉密尔顿（Doug Hamilton）在带队从哥斯达黎加打完冠军杯客场和萨普里萨的比赛，坐飞机返回洛杉矶途中心脏病突发而辞世。43岁的汉密尔顿同时也是美国长曲棍球大联盟洛杉矶激流队（Los Angeles Riptide）的主教练。
2007年1月11日路透社报道了前英格兰国家队队长貝克漢将在赛季结束后离开皇家马德里以自由人的身份和洛杉矶银河签订一份5年的转会合同。这位31岁，2003年从6月曼联转会去皇马的球星是美国足球大联盟自1996年成立至今签的最大牌的球员。
2012年洛杉磯銀河隊以3-1擊敗了休斯敦迪納摩隊衛冕冠軍。
2015年6月，傑拉德約滿離開效力已久的利物浦，以自由身加盟洛杉磯銀河。

## 主要竞争对手
1990年代，洛杉矶银河队的最大竞争对手是华盛顿联隊，在1996年和1999年美国足球大联盟杯上两次遭遇华盛顿特区联队，分别以2-3（加时）和0-2败在对手脚下。这个对手现在依然十分的强大。
2000年代早期，银河队最大的竞争者是聖荷西地震直到球队在2005赛季迁往德克萨斯州城市休斯敦变成了侯斯頓戴拿模。2006赛季后，联盟试图在圣何塞重建一支球队，一支新版的圣何塞地震将会重返银河队最有力的竞争者行列。
银河曾經和美国芝华士共用一个主场，在2015年紐約城加入大聯盟之前，銀河和芝華士之間的競爭曾經是大联盟唯一的同城德比。但是在2005赛季银河队赢得了对阵美国芝华士队全部4场比赛的胜利和美国公开杯的胜利，这些比赛就激情度来说不及和地震队的比赛。在2006赛季两队德比的比赛更为激烈一些，赛季中美国芝华士首次击败了银河队。2014賽季結束後，芝華士由於轉手失敗而停止運作，與銀河之間的同城德比也劃上句號。新的同城德比直到2018年洛杉磯FC加入大聯盟才重新出現。

## 球衣顏色
球队的队色为白色和深藍色，主场球衣为白色。

## 球员名单（2023年賽季）
| 編號     | 國籍     | 球員名字                              | 位置     | 出生日期       |          |          |          |
| 守 門 員 | 守 門 員 | 守 門 員                              | 守 門 員 | 守 門 員       | 守 門 員 | 守 門 員 | 守 門 員 |
| -------- | -------- | ------------------------------------- | -------- | -------------- | -------- | -------- | -------- |
| 1        | 英格兰   | 喬納森·邦德（Jonathan Bond）          | 門將     | 1993年5月19日  |          |          |          |
| 21       | 墨西哥   | 理查德·桑切斯                         | 門將     | 1994年4月5日   |          |          |          |
| 33       | 美国     | 乔纳森·克林斯曼                       | 門將     | 1997年4月8日   |          |          |          |
| 後 衛    |          |                                       |          |                |          |          |          |
| 2        | 墨西哥   | 朱利安·阿劳霍                         | 边后卫   | 2001年8月13日  |          |          |          |
| 3        | 爱尔兰   | 德里克·威廉斯（Derrick Williams）     | 边后卫   | 1993年1月17日  |          |          |          |
| 4        | 法國     | Séga Coulibaly                        | 中后卫   | 1996年6月9日   |          |          |          |
| 15       | 萨尔瓦多 | 埃里克·扎瓦莱塔                       | 中后卫   | 1992年8月2日   |          |          |          |
| 18       | 蘇利南   | 凯尔文·里尔达姆                       | 边后卫   | 1990年6月24日  |          |          |          |
| 19       | 美国     | 佐治·維亞法拿（Jorge Villafaña）      | 边后卫   | 1989年9月16日  |          |          |          |
| 20       | 美国     | 尼克·德普伊                           | 中后卫   | 1994年11月14日 |          |          |          |
| 24       | 美国     | 杰伦·尼尔                             | 边后卫   | 2004年10月18日 |          |          |          |
| 74       | 美国     | 马库斯·费尔克拉努斯                   | 中后卫   | 2003年5月10日  |          |          |          |
| 77       | 美国     | 蔡斯·加斯珀                           | 中后卫   | 1996年1月25日  |          |          |          |
| 中 場    |          |                                       |          |                |          |          |          |
| 6        | 西班牙   | 里基·普吉                             | 中场     | 1999年8月13日  |          |          |          |
| 7        | 西班牙   | 域陀·華斯基斯                         | 进攻中场 | 1987年1月20日  |          |          |          |
| 8        | 美国     | 马科·德尔加多                         | 中场     | 1995年5月16日  |          |          |          |
| 9        | 法國     | 凯文·卡布拉尔                         | 边锋     | 1999年7月10日  |          |          |          |
| 11       | 法國     | 塞缪尔·格朗西尔                       | 边锋     | 1996年8月14日  |          |          |          |
| 16       | 美国     | 萨夏·克列斯坦                         | 进攻中场 | 1985年7月7日   |          |          |          |
| 26       | 墨西哥   | 埃弗拉因·阿尔瓦雷茨                   | 进攻中场 | 2002年6月19日  |          |          |          |
| 27       | 巴拿马   | 卡洛斯·哈维                           | 防守中场 | 2000年2月3日   |          |          |          |
| 37       | 美国     | 丹尼尔·阿吉雷                         | 中场     | 1999年7月2日   |          |          |          |
| 43       | 美国     | 亚当·索尔达娜                         | 中场     | 2002年2月7日   |          |          |          |
| 44       | 加拿大   | 拉希姆·爱德华兹                       | 边锋     | 1995年7月17日  |          |          |          |
| 56       | 墨西哥   | 乔纳森·佩雷斯                         | 边锋     | 2003年1月18日  |          |          |          |
| --       | 乌拉圭   | 加斯顿·布鲁格曼                       | 防守中场 | 2003年1月18日  |          |          |          |
| 前 鋒    |          |                                       |          |                |          |          |          |
| 10       | 巴西     | 道格拉斯·科斯塔（Douglas Costa）      | 边锋     | 1990年9月14日  |          |          |          |
| 14       | 墨西哥   | 哈维尔·埃尔南德斯（Javier Hernández） | 前锋     | 1988年6月1日   |          |          |          |
| 25       | 美国     | 卡梅隆·敦巴                           | 边锋     | 2002年10月22日 |          |          |          |
| 31       | 美国     | 普雷斯顿·贾德                         | 前锋     | 2000年5月20日  |          |          |          |
| 99       | 塞尔维亚 | 德扬·约韦尔季奇                       | 前锋     | 1999年8月7日   |          |          |          |

## 著名球員
- （1996年–1997年）
- 鍾斯（英语：Cobi Jones）（1996年–2007年）
- 洪明甫（2003年–2004年）
- （2007年–2012年）
- （2015年–2016年）
- （2018年–2020年）
- 萊斯（2024年–至今）

## 球队荣誉
- 中北美洲及加勒比海冠軍盃: 1次

2000年
- 美国职业足球大联盟杯冠军: 4次

2002年, 2005年, 2011年, 2012年
- 美国职业足球大联盟杯亚军: 3次

1996年, 1999年, 2001年
- 支持者盾杯冠军: 4次

1998年, 2002年, 2010年, 2011年
- 支持者盾杯亚军: 3次

1996年, 1999年, 2009年
- 美国公开杯冠军: 2次

2001年, 2005年
- 美国公开杯亚军: 2次

2002年, 2006年

## 主体育场
- 玫瑰碗球场（1996年–2002年）
- 尊嚴健康體育場（2003年–至今）

## 历年战绩
| 年份 | 常规赛    | 季后赛       | 公开杯       |
| ---- | --------- | ------------ | ------------ |
| 1996 | 西部第一  | 决赛         | 无赛事       |
| 1997 | 西部第二  | 四分之一决赛 | 无赛事       |
| 1998 | 西部第一* | 半决赛       | 无赛事       |
| 1999 | 西部第一  | 总决赛       | 四分之一决赛 |
| 2000 | 西部第二  | 半决赛       | 半决赛       |
| 2001 | 西部第一  | 决赛         | 冠军         |
| 2002 | 西部第一* | 冠军         | 决赛         |
| 2003 | 西部第四  | 四分之一决赛 | 半决赛       |
| 2004 | 西部第二  | 半决赛       | 16强         |
| 2005 | 西部第四  | 冠军         | 冠军         |
| 2006 | 西部第五  | 未晋级       | 决赛         |
| 2007 | 西部第五  | 未晋级       | 第三圈       |
| 2008 | 西部第六  | 未晋级       | 未晋级       |
| 2009 | 西部第一  | 決賽         | 未晋级       |
| 2010 | 西部第一* | 準決賽       | 半準決賽     |
| 2011 | 西部第一* | 冠军         | 半準決賽     |
| 2012 | 西部第四  | 冠军         | 第三圈       |

- *：赢得美国职业足球大联盟支持者盾杯（支持者盾杯冠军基本等同“常规赛”冠军，而美国职业足球大联盟的正式冠军则是由“季后赛”产生，这点与其他北美职业联赛十分相似。）

## 国际赛场战绩
- 1997年冠军杯
  - 资格附加赛v. 桑托斯湖—4:1
  - 四分之一决赛v. 路易斯·安吉尔·弗波—2:0
  - 半决赛v. 华盛顿特区联—1:0
  - 决赛v. 蓝十字—3:5
- 2000年冠军杯
  - 四分之一决赛v. 皇家西班牙—0:0（银河点球5:3晋级）
  - 半决赛v. 华盛顿特区联—1:1（银河点球4:2晋级）
  - 决赛v. 奥林匹亚竞技俱乐部—3:2
- 2003年冠军杯
  - 首轮v. 莫塔瓜—2:2, 1:0（银河两回合总比数3:2晋级）
  - 四分之一决赛v. 内卡萨—1:4, 1:2（内卡萨两回合总比数6:2晋级）
- 2006年冠军杯
  - 四分之一决赛v. 萨普里萨—0:0, 2:3AET（萨普里萨两回合总比数3:2晋级）

## 电视和电台转播
洛杉矶银河队德比赛通过福克斯体育网络（Fox Sports Network）进行直播。Max Bretos和Allen Hopkins是英语语种的解说员，而Jaime Motta和Elmer Polanco则是西班牙语种的解说员。
电台比赛转播通过XEPE"CASH 1700千赫"使用英语以及西班牙语电台KMXE "Radio Visa"进行转播。Joe Tutino为英语播音员而Troy Santiago则是西班牙语播音员。

## 平均观众数量
常规赛/季后赛
- 1996赛季：30,129/29,883
- 1997赛季：23,626/26,703
- 1998赛季：21,784/13,175
- 1999赛季：17,632/21,039
- 2000赛季：20,400/25,033
- 2001赛季：17,387/28,462
- 2002赛季：19,047/24,596
- 2003赛季：21,983/20,201
- 2004赛季：23,809/20,206
- 2005赛季：24,204/17,466
- 2006赛季：20,814/未晋级
- 全部赛季：21,892/22,676